# Беливцы (Вяземский район)
Беливцы — деревня в Вяземском районе Смоленской области России. Входит в состав Тумановского сельского поселения. Население — 14 жителей (2007). 
Расположена в восточной части области в 20 км к северо-востоку от Вязьмы, в 3 км севернее автодороги М1 «Беларусь», на берегу реки Жижала. В 4 км северо-западнее деревни расположена железнодорожная станция О.п. 218-й км на линии Москва — Минск. 

## История
В годы Великой Отечественной войны деревня была оккупирована гитлеровскими войсками в октябре 1941 года, освобождена в марте 1943 года. 